# Nayarit
Nayarit är en av Mexikos delstater och är belägen i den västra delen av landet. Folkmängden uppgår till cirka 1,1 miljoner invånare. Den administrativa huvudorten och klart största staden heter Tepic. Delstaten sträcker sig från bergsryggen Sierra Madre Occidentals västslätt mot stillahavskusten. Ögruppen Islas Marías tillhör också Nayarit.
Nayarit innehåller bördig jordbruksmark, och jordbruk är huvudnäringen med främst majs, sockerrör, bomull, tobak, kaffe, bönor och grönsaker. Man bedriver även fiske och i bergsområdena finns silver- och koppargruvor.
Delstaten skapades den 26 januari 1917.

## Administrativ indelning
Administrativt är delstaten indelat i 20 kommuner (municipio):
- Acaponeta
- Ahuacatlán
- Amatlán de Cañas
- Bahía de Banderas
- Compostela
- Del Nayar
- Huajicori
- Ixtlán del Río
- Jala
- La Yesca
- Rosamorada
- Ruíz
- San Blas
- San Pedro Lagunillas
- Santa María del Oro
- Santiago Ixcuintla
- Tecuala
- Tepic
- Tuxpan
- Xalisco